# Javier Ruiz Caldera
Javier Ruiz Caldera (Viladecans, Barcelona, 1976) es un director de cine español.
Se graduó en la ESCAC en el año 2000. 
Tras sus inicios en el cine a principios de la década de 2000, subrayados por cortometrajes como Treitum y Diminutos del calvario, su primer largometraje de 2009, Spanish Movie, una película de parodia, se convirtió en un éxito de taquilla en España, recaudando más de 7,6 millones de euros en su carrera en cines nacionales.
También ha dirigido largometrajes como Promoción fantasma (2012), 3 bodas de más (2013) y Anacleto: Agente secreto, una adaptación de la serie de historietas homónima del historietista Manuel Vázquez (2015).
Además de su trabajo en el cine, también ha dirigido episodios de la serie televisión de comedia Mira lo que has hecho y  el episodio "Tiempo de lo oculto" (2016) de El ministerio del tiempo.

## Filmografía
- 2000: Treitum (c)
- 2002: Diminutos del calvario (c)
- 2009: Spanish Movie
- 2012: Promoción fantasma[5]
- 2013: 3 bodas de más[6]
- 2015: Anacleto: Agente secreto
- 2016: El Ministerio del Tiempo (Serie de televisión. Episodio 19)
- 2018: Superlópez[7]
- 2018: 22 otra vez (Anuncio de la Lotería de Navidad)
- 2018: La tienda LOL (Anuncio de Campofrío)
- 2021: Malnazidos junto a Alberto de Toro[8]
- 2022: Un hombre de acción.[9]
- 2025: Wolfgang (extraordinario)